# 春風亭枝葉
春風亭 枝葉（しゅんぷうてい しよう　1929年8月15日 - 1982年5月2日）は、元落語家。本名∶五十嵐 昭雄。

## 経歴
大塚（花街）生まれで、母親は長唄の師匠だった。
林家正楽（初代）の紹介で、1949年に五代目古今亭今輔に入門し今雄、同年に兄弟子四代目桂米丸の前名今児（いまじ）に改名。師匠今輔は新作落語を演じていたが本人は古典落語に力を入れたかったので、1951年10月に四代目三遊亭圓遊門下に移って喜圓遊に改名。
一時師匠圓遊とトラブルになったが、前大師匠で日本芸術協会（現落語芸術協会）副会長二代目桂小文治のとりなしで詫びが叶って1954年7月に玉遊の名で再出発。周囲からは『パチンコと、女遊びやっているところ、玉遊とはなるほどだ』などと陰口をたたかれた。
その後再び師匠圓遊をしくじり、1956年7月八代目春風亭柳枝に拾われ枝葉と改名し落語協会に移籍した。しかし遊びと女癖の悪さは直らず、結局破門される。この時柳枝は『あぁ、しょう（枝葉）がねぇやつだなぁ』とぼやいたという。粋な芸風は『箱庭の頭』、『箱庭の船頭さん』などとあだ名されたが、結局真打昇進できず1961年に正式に廃業。
新宿末廣亭の従業員になり北村銀太郎に許され「寄席の若い衆」として楽屋内で生活していたが、末廣亭の奥の仏間でひっそりと息を引き取る。ほぼ天涯孤独の身の上、生涯独身であった。享年52。

## 芸歴
- 1949年2月
  - 五代目古今亭今輔に入門、前座名「今雄」。
  - 「今児」に改名。
- 1951年10月∶四代目三遊亭圓遊門下に移籍、「喜圓遊」に改名。
- 1954年7月∶「玉遊」と改名。
- 1956年7月∶落語協会の八代目春風亭柳枝門下に移籍、「枝葉」と改名。
- 1961年∶廃業。

## 映画
- 風前の灯（1957年、木下惠介監督）- 肴屋の小僧　役